# Hypostomus peckoltoides
Hypostomus peckoltoides es una especie del género de peces silúridos de agua dulce Hypostomus, de la familia Loricariidae. Habita en aguas templado-cálidas del centro de América del Sur. Alcanza una longitud total de 120 mm.

## Distribución y hábitat
Hypostomus peckoltoides habita en aguas templado-cálidas del centro de América del Sur. Es endémico de la cuenca del Plata en el centro del Brasil  y Paraguay. En este último país se capturó un ejemplar en Centu cué, cerca de la costa del río Tebicuary, Villa Florida, departamento de Misiones, en octubre de 1995, durante el Proyecto Vertebrados del Paraguay (PROVEPA). Fue depositado en el Museo Nacional de Historia Natural del Paraguay (MNHNP) con el código: MNHNP 2070.
Como parte del trecho del río Paraguay entre la localidad brasileña y la paraguaya también discurre por el este de Bolivia y el norte de la Argentina, es posible que también habite esos países, aunque aún no cuenta con colectas de ejemplares con ese origen.  
Se distribuye en la cuenca del río Paraguay, el cual a su vez pertenece a la del Paraná, el cual es uno de los ríos formadores del Río de la Plata, el cual vuelca sus aguas en el océano Atlántico.
La localidad tipo es el río Cuiabá, el cual se caracteriza por tener aguas turbias, de fondo rocoso- arenoso y variable vegetación riberaña remanente. Allí vive de manera simpátrica con Hypostomus boulengeri, H. cochliodon, H. latifrons, H. latirostris y H. regani.

## Taxonomía y características
Esta especie fue descrita originalmente en el año 2010 por los ictiólogos Cláudio Henrique Zawadzki, Claude Weber y Carla Simone Pavanelli.
Etimología
Etimológicamente el nombre genérico Hypostomus se construye con palabras del idioma griego, en donde: hypo significa 'bajo' y stoma es 'boca'. El término específico peckoltoides se forma con dos términos, el primero hace alusión al género Peckoltia, el cual incluye especies con coloración dorsal oscura similares a la de esta especie, ya su vez deriva del nombre del género propuesto por Miranda-Ribeiro para rendin honor al apellido de Gustavo Peckolt. El segundo término es el sufijo griego -öides en el sentido de 'parecerse a'.
Características diagnósticas
Hypostomus peckoltoides adulta se separa de otras especies del género (menos del juvenil de H. latifrons) por la presencia de amplias barras transversales oscuras en el cuerpo y bandas en las aletas mientras que las otras especies muestran el cuerpo completamente oscuro o con manchas (claras u oscuras); además exhibe una conspicua 
vermiculación oscura en la región abdominal, la que en otras especies se presenta toda oscura o 
con manchas (claras u oscuras).
El adulto de H. peckoltoides se distingue del juvenil de H. latifrons porque este último posee 3 placas predorsales bordeando la supraoccipital, mientras que H. peckoltoides solo cuenta con una, además de tener esta un menor diámetro de la placa orbital.